# André Niklaus
Pour les articles homonymes, voir Niklaus.
André Niklaus (né le 30 août 1981 à Berlin) est un athlète allemand, spécialiste du décathlon. Il mesure 1,90 m pour 87 kg. Avec 8 371 points, il détient une des meilleures performances de cette spécialité en 2007.

## Biographie
Il est le fils de l'escrimeuse Mandy Niklaus.
Médaillé de bronze lors des championnats du monde juniors de 2000, il remporte le titre du décathlon lors des championnats d'Europe espoirs de 2001, à Amsterdam, avant de conserver son titre deux ans plus tard aux championnats d'Europe espoirs de Bydgoszcz.
Il se classe huitième des championnats du monde de 2003 et quatrième de ceux de 2005. En 2006, à Moscou, il remporte la médaille d'or de l'heptathlon des championnats du monde en salle en portant son record personnel à 6 192 pts.
Il établit la meilleure performance de sa carrière aux championnats du monde de 2007, à Osaka, en totalisant 8 371 pts à l'issue des dix épreuves, terminant cinquième du classement général. Il se classe huitième des Jeux olympiques de 2008.  

### Palmarès
| Date | Compétition                    | Lieu              | Résultat | Épreuve    | Points |
| ---- | ------------------------------ | ----------------- | -------- | ---------- | ------ |
| 1999 | Championnats d'Europe juniors  | Riga              | 4e       | Décathlon  | 7 339  |
| 2000 | Championnats du monde juniors  | Santiago du Chili | 3e       | Décathlon  | 7 712  |
| 2001 | Championnats d'Europe espoirs  | Amsterdam         | 1er      | Décathlon  | 8 042  |
| 2003 | Championnats d'Europe espoirs  | Bydgoszcz         | 1er      | Décathlon  | 7 983  |
| 2003 | Championnats du monde          | Paris             | 8e       | Décathlon  | 8 020  |
| 2005 | Championnats du monde          | Helsinki          | 4e       | Décathlon  | 8 316  |
| 2006 | Championnats du monde en salle | Moscou            | 1er      | Heptathlon | 6 192  |
| 2007 | Championnats du monde          | Osaka             | 5e       | Décathlon  | 8 371  |
| 2008 | Jeux olympiques                | Pékin             | 7e       | Décathlon  | 8 220  |

### Records
| Épreuve    | Performance | Lieu   | Date               |
| ---------- | ----------- | ------ | ------------------ |
| Décathlon  | 8 371 pts   | Osaka  | 1er septembre 2007 |
| Heptathlon | 6 192 pts   | Moscou | 12 mars 2006       |